# Dulari
Dulari (nepalski: दुलारी) – gaun wikas samiti we wschodniej części Nepalu w strefie Kośi w dystrykcie Morang. Według nepalskiego spisu powszechnego z 2001 roku liczył on 2031 gospodarstw domowych i 10208 mieszkańców (5178 kobiet i 5030 mężczyzn).